# برج أحمد عبد الرحيم العطار
برج أحمد عبد الرحيم العطار هو ناطحة سحاب شاهقة في دبي. يقع في طريق الشيخ زايد. كما أنه المبنى رقم 11 في ترتيب أطول المباني في دبي. ومن بين أطول 100 مبنى في العالم.وقد افتتح فيه فندق جيفورا   بتكلفة 1.3 مليار درهم، وهو الفندق الذي حصل على لقب أطول فندق في العالم وفق شهادة  من موسوعة غينيس للأرقام القياسية. ويتضمن الفندق، الذي يبلغ طوله 356 متراً، 75 طابقاً، و528 غرفة. 
المالك هو شركة أحمد عبد الرحيم العطار العقارية. وعملت العطار العقارية على تسويق وبيع العديد من المشاريع في دبي في العقد السابق، وعلى الرغم من ذلك، لم تستطع إنهاء، أو في أغلب الحالات بداية المشروعات. بعض من مشاريعهم التنمية مثل برج تورونتو وبرج فانكوفر قد ألغتهم مؤسسة التنظيم العقاري (RERA). تعرضت الشركة للعديد من الدعاوى القضائية من قبل المستثمرين.

## الموقع
يتخذ البرج موقعاً مهماً بمنطقة مركز دبي المالي العالمي على شارع الشيخ زايد وعلى بعد كيلو متر واحد من برج خليفة و«دبي مول»، كما أنه يقع بين محطتين لمترو دبي

## تاريخه
بدأ تشييد المبنى في عام 2005 مع شركة العطار العقارية كمطور. خلال مرحلة البناء، عُرف المبنى باسم برج أحمد عبد الرحيم العطار على اسم رئيس شركة التطوير. وكان المهندس المعماري للسجل هو شركة التراث للاستشارات الهندسية. وكان من بين المقاولين شركة الفارعة للمقاولات العامة، وشركة نارسكو للمقاولات، وشركة كاتربيلر للمقاولات. وقد تم تصميمه من قبل شركتي الخليج للهندسة والاستشاريين (الهيكلية) والعطار للهندسة الكهروميكانيكية (MEP).

## الاستخدام
يستخدم البرج للغرض المكتبي وكفندق.